# Sagard (Québec)
Pour les articles homonymes, voir Sagard (homonymie).
Sagard est un territoire non organisé situé dans la municipalité régionale de comté de Charlevoix-Est, dans la région administrative de la Capitale-Nationale, au Québec.

## Toponymie
Selon la Commission de toponymie du Québec, le nom «Sagard» a d'abord servi à désigner un canton en 1919. Elle écritː « En nommant ainsi cet espace géographique, on a voulu honorer la mémoire du frère récollet Théodat Sagard dont le nom en religion était Gabriel. »
Ce nom s'applique aussi à un hameau. Le territoire non organisé a ensuite repris ce nom, officialisé en 1986.

## Histoire
Ce territoire est surtout connu comme lieu du domaine Sagard, somptueuse résidence secondaire du financier Paul Desmarais. Celui-ci a d'ailleurs donné le nom de Sagard à sa société d'investissement européenne.

## Géographie
Le territoire d'une superficie de 208,39 km2 est accessible par la route 170.
Sagard est traversé par la rivière Petit Saguenay, laquelle descend des montagnes pour aller se déverser dans le fjord du  Saguenay via la municipalité Petit-Saguenay. La rivière Deschênes traverse le territoire du sud-est vers le nord jusqu'à sa confluence avec la rivière Petit Saguenay.

## Démographie
Au recensement de 2006, on y a dénombré une population de 143 habitants.
La population, entre 2006 et 2011 est restée stable à 140 personnes. Statistique Canada avait d'abord indiqué 117 personnes au recensement de 2011 puis l'a révisé à 140.
| 2001 | 2006 | 2011 | 2016 | 2021 |
| ---- | ---- | ---- | ---- | ---- |
| 160  | 143  | 140  | 130  | 110  |